# Lignosulfonat
Lignosulfonat är sulfonerat lignin som erhålls som biprodukt vid sulfitprocessen för tillverkning av kemisk pappermassa. Det är en vattenlöslig polymer som bär på hydrofoba regioner, och har stor användning som dispergeringsmedel i bland annat betong, oljeborrning och asfalt men också som bindemedel i djurfoder. Polymeren är också råmaterial för tillverkning av vanillin.
Domsjö Fabriker är världens största producent av lignosulfonat med 10 % av världsmarknaden.